# Francesco Morando
Francesco Morando (Torino, 22 luglio 1897 – Cortemilia, 24 luglio 1980) è stato un calciatore italiano, di ruolo difensore.

## Caratteristiche tecniche
Giocò nel ruolo di terzino.

## Carriera
Noto anche come Morando II per distinguerlo dal fratello Giuseppe Morando, esordì nel Torino proprio per sostituire quest'ultimo, impegnato in una tournée.
Dopo aver giocato come portiere in tre amichevoli internazionali passò al ruolo di terzino ed in questa veste rimase al Torino per 11 anni.